# 無上瑜伽タントラ
無上瑜伽タントラ（むじょうゆがタントラ 、蔵：bla na med pa'i rgyud、無上ヨーガタントラ）とは、チベット仏教の用語であり、チベット仏教で一般的に用いられるタントラ（密教におけるスートラ（経）に代わる仏典の呼称）群の分類法である「密教四分法」における、最も発達した密教である後期密教のタントラ群、もしくはその密教の呼称。「無上瑜伽タントラ」というタントラがあるわけではない。
なお、無上瑜伽タントラのサンスクリット語として流布した「アヌッタラヨーガタントラ（梵: Anuttarayoga-tantra）」は、サンスクリット語の文献では確認されていない。

## 概説
密教経典であるタントラの分類法は様々なものがあるが、チベット仏教の著名な学僧であるプトゥンが確立した分類法では4つに分類され、プトゥンはチベット仏教の新訳派で無上瑜伽タントラと呼ばれる区分を「大瑜伽（マハーヨーガ）タントラ」と呼んでいる。新訳派では、無上瑜伽タントラは、四分法の各クラスのタントラとその密教の修行のうち、最も高次の、または「至高」の形式を示すために一般的に使用される用語である。また、現在学術研究で広く受け入れられている五分法では四番目のレベルに当たる。
無上瑜伽に配されるタントラは、インドで8世紀初頭から11世紀の間に作成、編纂された最も新しい時代のものと考えられているが、伝統的には、釈迦の生存中に作成され、後に日の目を見るまで隠されていたとみなされている。
| 密教区分 | プトゥン・新訳派の四分法   | 年代         | 中心仏格                                                                             | 目的                | 主要経典                                                                                             | 日本密教呼称 |
| -------- | -------------------------- | ------------ | ------------------------------------------------------------------------------------ | ------------------- | --- | ------------ |
| 前期     | 所作タントラ               | 2世紀-6世紀  | 釈迦如来                                                                             | 除災招福            | 灌頂経など                                                                                           | 雑密         |
| 中期     | 行タントラ                 | 7世紀前半    | 大日如来 （毘盧遮那仏）                                                              | 除災招福 + 正覚獲得 | 大日経                                                                                               | 純密         |
| 中期     | 瑜伽タントラ               | 7世紀後半    | 大日如来 （毘盧遮那仏）                                                              | 除災招福 + 正覚獲得 | 金剛頂経 理趣経                                                                                      | 純密         |
| 後期     | 大瑜伽（無上瑜伽）タントラ | 8世紀-11世紀 | グヒヤサマージャ マハーマーヤー ヘーヴァジュラ チャクラサンヴァラ カーラチャクラなど | 除災招福 + 正覚獲得 | 秘密集会タントラ 幻化網タントラ ヘーヴァジュラ・タントラ チャクラサンヴァラタントラ 時輪タントラなど | 後密         |

プトゥンの四分法は、チベット仏教の四大宗派の内、新訳派であるゲルク派、サキャ派、カギュ派において受容されている。一方、旧訳派であるニンマ派では、九乗教判の教義による独自の分類法が行われる。
密教の分類法としては、初期密教・中期密教・後期密教という分類以外に、所作タントラ、行タントラ、ヨーガタントラ、ヨーギニータントラという四分法と、後述する五分法がある。タントラ分類法は、現代の概説書ではプトゥンの四分法が見られることが多いが、静春樹によると、近年の急速な研究の進展の中で、インドの典籍をより正確に反映した五分法が受け入れられてきている。
1. 所作タントラ
2. 行タントラ
3. ヨーガタントラ
4. ヨーゴーッタラタントラ（ヨーガタントラ中の上位のクラスの意）/ 無上瑜伽タントラ（アヌッタラヨーガタントラ）
5. ヨーガニルッタラタントラ（梵: Yoganiruttara-tantra、ヨーガタントラ中の最上のクラスの意。別名ヨーギニータントラ）/ 般若母タントラ[9][8][10]

こうした五分法は、密教経典を主要に説かれるトピックが「外的な実践」か「内的なヨーガ」であるかで分ける考え方が背景にあり、所作タントラ、行タントラが「外的な実践」、ヨーガタントラ、ヨーゴーッタラタントラ、ヨーガニルッタラタントラが「内的なヨーガ」を主要なトピックとして説く経典であり、こうした分類はタントラ成立の歴史的な発展過程とおおよそ対応する。4、5 が後期密教に相当する。
無上瑜伽タントラのサンスクリット語とされる「アヌッタラヨーガタントラ（梵: Anuttarayoga-tantra、最高のヨーガ、この上ないヨーガの意）」という言葉は、サンスクリット語の文献にでは存在が確認されていない。「アヌッタラヨーガタントラ」は、前世紀の学者が行ったチベット語からサンスクリット語への逆翻訳によって流布したと考えられおり、根拠はない。また種村隆元は、「ヨーガニルッタラ」は「ヨーガタントラというカテゴリーの中で上位のもの」という意味で「最高」「無上」を意味しないので、チベット語の訳として「無上瑜伽」という日本語を用いると「ヨーガニルッタラ」の意味が打ち消されてしまうと注意を促している。
無上瑜伽のクラスの多くのタントラに関連する修行には、性的なヨーガや激しい破壊の儀式、アンチノミアニズム（反律法主義・無律法主義）な行いなどが含まれるため、厳しく秘され、適切なイニシエーション（アビシェーカ、灌頂）を受けた修行者にのみ教えられる。

## 分類
チベット仏教では、無上瑜伽タントラをさらに、父タントラ（方便(ほうべん)タントラ）、母タントラ（般若(はんにゃ)タントラ）、不二（ふに）タントラ般若方便タントラの3つのカテゴリーに分類している。秘密集会タントラに代表される父タントラは、瞑想的変容のいわゆる生成段階（utpatti-krama）を強調し、ヘーヴァジュラ・タントラに代表される母タントラは、完成段階（saṃpanna-krama）を強調し、時輪タントラに代表される不二タントラは、生成段階と完成段階の両方を組み合わせている。
| 分類         | 経典                                                             |
| ------------ | ---------------------------------------------------------------- |
| 父タントラ   | 秘密集会タントラ、幻化網タントラ、ヴァジュラバイラヴァ・タントラ |
| 母タントラ   | ヘーヴァジュラ・タントラ、サンヴァ系タントラ群                   |
| 不二タントラ | 時輪タントラ                                                     |

父タントラ
ブッダとその性的パートナーが「性的ヨーガ」を実践して曼荼羅を生成する過程を追体験する修行が中核となっている。
母タントラ
性的要素に呪殺、黒魔術的・オカルト（隠秘学）的要素も加わっているとされるが、本来は、修行者の身体における四輪や五輪等に代表されるチャクラや「五秘密」などの内的ヨーガを重視した心身変容と、ブッダ（覚者）の智慧との合一を図る内容が中核となっている。
不二タントラ
『時輪タントラ』は、父タントラと母タントラの統合を企図したものである一方、イスラーム勢力の脅威が迫っていた時代状況を反映し、イスラームとの最終戦争を予言するくだりもある。
プトゥンは『時輪タントラ』を不二タントラに分類したが、ゲルク派では『バジュラバイラヴァ』を不二タントラとする見解もあり、また、開祖であるツォンカパは『時輪タントラ』を母タントラとしている。サキャ派は『ヘーヴァジュラ』を不二タントラに位置づけている。

## 尊格
金剛界五仏（五智如来）の一仏である阿閦如来は、中期密教まで（金剛界曼荼羅の）東方に置かれていたが、後期密教では大日如来に取って代わり、秘密集会聖者流の阿閦三十二尊曼荼羅では中心を占めるようになった。
この他にも本初仏として法身普賢（ニンマ派の本初仏）、金剛薩埵（ヴァジュラ・サットヴァ：カギュ派の本初仏）、持金剛（ヴァジュラ・ダラ、執金剛：ゲルク派やカギュ派の本初仏）などが崇敬された。
また、各タントラ経典の内容や生理的ヨーガを象徴化した密集金剛（グヒヤサマージャ、秘密集会・阿閦金剛）、大威徳金剛（ヴァジュラバイラヴァ、金剛怖畏）、呼金剛（ヘーヴァジュラ）、勝楽金剛（チャクラサンヴァラ、勝楽尊）、時輪金剛（カーラチャクラ）、更に、『理趣経』に説かれた大楽と空性に、「マハームドラー」を始めとする四印の成就を結合させた尊格の「五秘密尊」における発展形となる大幻化金剛（マハーマーヤー）といった忿怒相の歓喜仏（ヤブユム）が、チベット密教の各宗派における教義や僧侶達の修法等の根本を支える「守護尊」（yi dam：イダム）として尊ばれた。これらは仏像・曼荼羅・タンカ等における美術などでもよく題材にされる。

## 評価
チベット仏教最高の学僧であるプトゥンは、『時輪タントラ』を経典の頂点に位置付けた。しかし、弟子のレンダワは、イスラームの影響を受けた『時輪タントラ』を、仏陀の教えではないと主張した。
その弟子、つまりプトゥンから見て孫弟子に当たり、チベット仏教で最も高名な僧であり、また最大宗派ゲルク派の祖であるツォンカパもまた、『時輪タントラ』を高く評価しなかった。彼は『秘密集会タントラ』を最高の密教経典と評価し、密教に関する著作のほとんどをこの経典の註釈のために費やしている（他には『勝楽タントラ』など）。

## 成立経緯
仏教は、そもそもインド征服集団であるアーリヤ人が持ち込んだヴェーダを奉じる、司祭階級バラモンを中心としたいわゆるバラモン教に対するカウンターの1つとして、クシャトリヤ階級の自由思想家の一人である釈迦によって興されたとされる宗教であり、両者は（類似部分も多いものの）潜在的な対立関係にあった。ただし初期仏教はヴェーダの一部であるウパニシャッド哲学からの引用が多い。
仏教教団はマウリヤ朝からクシャーナ朝にかけて、国家の庇護を受け、隆盛を誇る。ただし保護されたのは仏教だけでなくジャイナ教やバラモン教もであり諸々の王朝では仏教ではなくバラモン教主体の王朝も多々存在していた。
その文化は続くグプタ朝においても花開くが、一方で、この頃形としてまとまった『マハーバーラタ』『ラーマーヤナ』などを契機として、民間伝承を取り込んだ庶民的な宗教として変化していきバラモン教も内包する宗教すなわちヒンドゥー教が台頭してくることになる。そもそも民衆の間ではそれ以前からそれぞれの土地土地の神が存在していた。こうして出家者中心の理論的・瞑想的な仏教が一般庶民の求心力を失っていくのとは対照的に、ヒンドゥー教が勢力を広げることになった。
この状況に危機感を募らせた仏教側のリアクションとして、5世紀頃から登場したのが、ヒンドゥー教的要素を積極的に取り込み、壮大な神々の体系（曼荼羅）と儀礼、呪術、超能力、動的な身体・象徴操作、現世利益などを備えた、いわゆる密教である。
その体系は徐々にまとめられ、7世紀に『大日経』『金剛頂経』が成立するに至り、一応の完成を見る。これが日本にも真言宗として伝わっている中期密教（純密）である。
しかし、インド仏教界はさらなるヒンドゥー教への対抗、庶民に対する訴求力・求心力の維持・強化、そして仏（世界）との合一手段探求・強化の一手として、「性」と「チャクラ」（つまるところ「クンダリニー・ヨーガ」および「シャクティ信仰」）に、よりいっそう深く踏み込んでいった。こうして生み出されたのが、後に無上瑜伽タントラとも呼ばれた後期密教経典群である。
『幻化網タントラ』（マーヤージャーラ・タントラ）や『大幻化網タントラ』（グヒヤガルバ・タントラ）が登場したのを皮切りに、8世紀後半には「ブッダは一切の如来達の身・語・心の源泉たる、諸々の金剛女陰に住したもうた」という衝撃的な文言から始まる『秘密集会タントラ』が成立し、11世紀の『時輪タントラ』に至るまで様々な経典が作られ、それに基づいて「性的ヨーガ」が実践されてきた。性行為は初期仏教以来の戒律と真っ向から衝突するため、僧院においてはあくまでも観想として、身体・思考操作を駆使してその状態を再現するという、伝統の立場に立つ無上瑜伽タントラの各種の三昧耶戒に基づく解釈・試行がなされた。しかし、最終的な解決をみないまま、12世紀末から13世紀初頭にかけて、イスラーム王朝であるゴール朝による北インド侵攻によって、ナーランダー大僧院、ヴィクラマシーラ大僧院といったインド仏教拠点が次々と破壊され、インド仏教はその歴史を閉じることになり、その課題は後継であるチベット仏教に残されることになる。

## 性的ヨーガ
後期密教における性的ヨーガの扱いは、後期インド仏教、そしてチベット仏教においては大きな課題であった。特に、性的な節制を要求する初期仏教以来の戒律と衝突する点が大きな問題であった。とはいえ、当時はまだ無上瑜伽タントラの教えや密教の戒律である三昧耶戒の口伝は十分に理解されておらず、後期インド仏教における数々の課題を受け継いだままであり、女性パートナーを伴う性的ヨーガがしばしば行われていた。
チベット仏教の復興者であり、顕密統合志向であったヴィクラマシーラ大僧院（インドの密教大学）出身のインド僧アティーシャの考えを継承し、顕教と密教、戒律と性的ヨーガを体系化したツォンカパは、性的ヨーガの有効性を認めつつも、その実践を事実上禁止しあくまで観想でのみ行うよう求めた。彼を祖とするゲルク派は僧侶の基本である具足戒を始めとする数多くの厳しい戒律を持ち、また、出家として生涯独身を貫く清新さを保つことで多くのチベット人の支持を得たために、モンゴルへの布教も成功し、チベット仏教の最大宗派へと成長した。ニンマ派やサキャ派、カギュ派等の三大宗派もこれに倣って僧院を中心とする組織化を充実させることに成功し、現在に至る。

## 信仰上での位置付け
密教経典を学ぶ際は灌頂を正しく受けるべきだとされるが、特に無上瑜伽タントラの場合は、灌頂と密教の三昧耶戒を含む種々の戒律を受けずに学ぶことは極めて危険とされる。ツォンカパは灌頂なしで無上瑜伽タントラを行っても無意味とし、灌頂をせずに学ばせたラマと弟子は必ず地獄に堕ちると警告している。